# Episternit

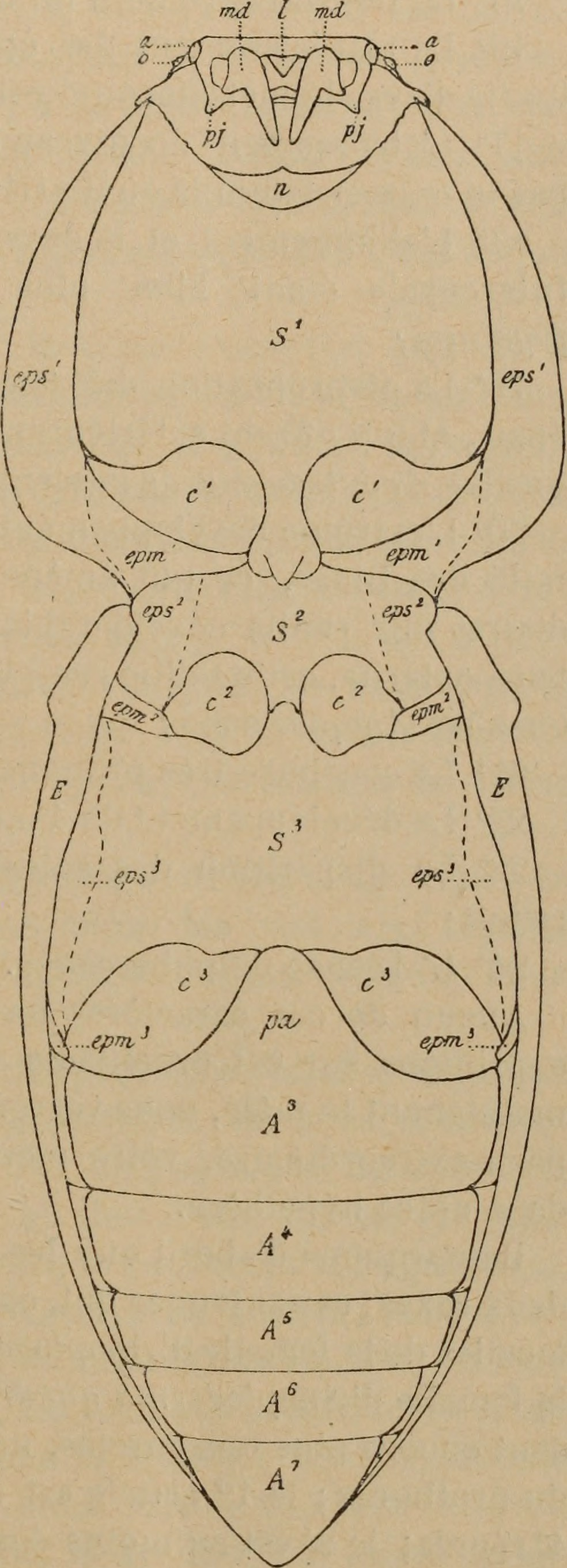
Widok strony brzusznej chrząszcza Hypocephalus armatus. Episternit przedtułowia oznaczony eps^{1}, episternit śródtułowia oznaczony eps^{2}, episternit zatułowia oznaczony eps^{3}.

Episternit (łac. episternum, l.mn. episterna) – część pleuronu owadów położona z przodu szwu pleuralnego.
Episternit stanowi przedni z dwóch sklerytów powstałych w wyniku podziału pleurytu (płytki bocznej) segmentu tułowiowego szwem pleuralnym (tylnym jest epimeryt). Episternit przedtułowia, czyli proepisternum jest niepodzielony i może być zlany z bocznym sklerytem szyjnym (laterocervicalia) lub połączony z nim stawowo. U prostoskrzydłych jest w znacznym stopniu ukryty pod fałdą przedplecza.
Episternit śródtułowia, czyli mesepisternum oraz episternit zatułowia, czyli metepisternum mogą być różnorodnie zmodyfikowane. Mogą być podzielone na część górną, czyli anepisternum i dolną, czyli katepisternum. Przednia część episternitu zwana preepisternum może wraz z presternum tworzyć prepectus. Od górnej jego krawędzi oddzielać się mogą epipleuryty, w tym płytka bazalarna (basalare).
Wewnętrzna część episternitów służy za punkt przyczepu różnych mięśni, w tym tergo-pleuralnych, epipleuralnych i pleurokoksalnych.